# Tetragoneura golbachi
Tetragoneura golbachi är en tvåvingeart som beskrevs av Duret 1980. Tetragoneura golbachi ingår i släktet Tetragoneura och familjen svampmyggor. Inga underarter finns listade i Catalogue of Life.